# Ramya Barna
Ramya Barna (Distrito de Kodagu, 4 de agosto de 1986) es una actriz india que ha figurado principalmente en películas en idioma canarés. Debutó como protagonista en 2008 del largometraje Neenyare y luego apareció en varias películas de éxito comercial, además de registrar apariciones en películas en tamil y télugu.

## Plano personal
Barna nació en el distrito de Kodagu en la India. Hizo sus estudios en Bangalore y en Bombay y finalizó su licenciatura en Viajes y Turismo en el Jyoti Nivas College de Bangalore. Inicialmente se desempeñó en la capital de la India durante un año como ejecutiva de servicio al cliente. En 2010 inició estudios administración de empresas en la Universidad Sikkim Manipal mientras daba sus primeros pasos en la industria del entretenimiento.
Inicialmente no tenía pensado convertirse en actriz profesional, por lo que rechazó una oferta de un productor, pero sus amigos le insistieron en que entrara en la industria y aceptó un papel de reparto en la película de 2008 Hani Hani.

## Carrera
La carrera de Ramya como actriz comenzó cuando todavía se encontraba cursando estudios universitarios. Debutó como artista de reparto en el 2008 con Hani Hani y ese mismo año protagonizó junto a Suraj Lokre el largometraje Neenyare, dirigido por Sindesh. Aunque la película no tuvo ningún impacto de taquilla, Ramya fue reconocida y luego su carrera despegó cuando fue elegida para aparecer en los largometrajes Pancharangi de Yogaraj Bhat y Hudugru de K. Madesh. Por su desempeño en ambos papeles obtuvo una nominación al Premio Filmfare en la categoría de mejor actriz de reparto en una película en idioma canarés. También se aventuró en la industria tamil y télugu, actuando en Mathiya Chennai y Kshudra respectivamente.
Barna actuó en Nannedeya Haadu, película en la que interpretó el papel de una profesora de música y en Nee Bandhu Ninthaaga, en la que debió interpretar una canción. Su película Oriyardori Asal de 2011 se convirtió en un éxito de taquilla y recibió elogios de la crítica especializada. Ese mismo año consiguió un papel de cameo en la exitosa comedia romántica en canarés Paramathma, al lado de Puneeth Rajkumar. En 2013 registró una aparición en el filme Bulbul, en el que compartió el papel principal con Darshan y Rachita Ram. A partir de ese momento ha figurado en producciones en canarés como Notorious, Doodhsagar y Madime de 2015, Sri Sathyanarayana de 2016 y Toss de 2017. En 2018 decidió incursionar en la política, vinculándose al Congreso Nacional Indio.

## Filmografía
| Año  | Película           | Papel    | Idioma  | Notas                                                     |
| ---- | ------------------ | -------- | ------- | --------------------------------------------------------- |
| 2008 | Hani Hani          |          | Canarés |                                                           |
| 2008 | Neenyare           | Megha    | Canarés |                                                           |
| 2008 | Kshudra            |          | Télugu  |                                                           |
| 2009 | Nannedeya Haadu    | Pallavi  | Canarés |                                                           |
| 2009 | Mathiya Chennai    |          | Tamil   |                                                           |
| 2010 | Nee Bandu Nintaaga |          | Canarés |                                                           |
| 2010 | Pancharangi        | Latha    | Canarés | Nominada a un Premio Filmfare por mejor actriz de reparto |
| 2011 | Hudugaru           | Sushma   | Canarés | Nominada a un Premio Filmfare por mejor actriz de reparto |
| 2011 | Panchamrutha       | Navya    | Canarés |                                                           |
| 2011 | Lifeu Ishtene      |          | Canarés |                                                           |
| 2011 | Paramathma         | Pavithra | Canarés |                                                           |
| 2011 | Oriyardori Asal    | Priya    | Tulu    | Nominada a un Premio Red FM por mejor actriz              |
| 2011 | Mallikarjuna       | Nandini  | Canarés |                                                           |
| 2013 | Bulbul             | Nisha    | Canarés |                                                           |
| 2015 | Notorious          |          | Canarés |                                                           |
| 2015 | Adrushta           |          | Canarés |                                                           |
| 2015 | Doodhsagar         |          | Canarés | Aparición especial                                        |
| 2015 | Madime             |          | Tulu    |                                                           |
| 2016 | Sri Sathyanarayana |          | Canarés |                                                           |
| 2017 | Anveshi            |          | Canarés |                                                           |
| 2017 | Toss               |          | Canarés |                                                           |
| 2017 | Premaya Namah      |          | Canarés |                                                           |